# Miss Paraná 2010
O concurso que elegeu a Miss Paraná 2010 aconteceu no dia 6 de dezembro de 2009 no Teatro Calil Haddad, em Maringá. A vencedora foi Marylia Bernardt, representante do município de São Miguel do Iguaçu.

## Resultados
| Colocação        | Candidata        | Município            |
| Miss Paraná 2010 | Marylia Bernardt | São Miguel do Iguaçu |
| 2º Lugar         | Mayara Bueno     | Maringá              |
| 3º Lugar         | Nayra Vendrameto | Apucarana            |

## Informações sobre as candidatas
- Marylia Bernardt disputou o Miss Brasil 2010 e ficou em 3º lugar, conquistando o direito de representar o país no Miss Continente Americano 2010.[2]